# 家原氏主
家原 氏主（いえはら の うじぬし）は、平安時代初期から前期にかけての貴族。姓は連のち宿禰、朝臣。家原富依の子。官位は従五位上・主税頭。

## 経歴
嘉祥3年（850年）文徳天皇の即位に伴って外従五位下に叙せられ、仁寿2年（852年）主計頭兼算博士に任ぜられる。以降20年以上の長きに亘って算博士を務め、斉衡3年（856年）安房守、天安3年（859年）伯耆守と一時的に地方官を務めるが、いずれも年内に算博士に復している。またこの間、主計頭・玄蕃頭・勘解由次官・主税頭なども兼務する一方、天安2年（858年）従五位下、貞観9年（867年）従五位上と昇進を果たしている。
貞観14年（872年）一族と共に宿禰姓から朝臣姓に改姓した際、天長年間に父・富依が家原氏の出自を後漢の光武帝としたのは誤りで、本来は宣化天皇の第二皇子（火焔皇子か?）の後裔である旨、氏主が述べている。
貞観16年（874年）7月30日卒去。享年74。最終官位は従五位上行算博士兼但馬守。

## 官歴
『六国史』による。
- 天長3年（826年） 日付不詳：家原連に改姓（旧姓不詳）
- 時期不詳：正六位上
- 嘉祥3年（850年） 4月17日：外従五位下
- 仁寿2年（852年） 2月15日：勘解由次官。6月14日：主計頭。11月7日：兼算博士
- 斉衡2年（855年） 8月15日：連から宿禰に改姓
- 斉衡3年（856年） 正月12日：安房守。10月21日：算博士
- 天安2年（858年） 閏2月20日：兼玄蕃頭。11月7日：従五位下（内位）
- 天安3年（859年） 2月13日：伯耆守。3月22日：勘解由次官兼算博士
- 貞観4年（862年） 4月15日：兼美作権介
- 貞観9年（867年） 正月7日：従五位上。2月29日：兼尾張権守
- 貞観10年（868年） 2月17日：主税頭
- 貞観12年（870年） 12月29日：次侍従
- 貞観14年（872年） 8月13日：宿禰から朝臣に改姓
- 時期不詳：兼但馬守
- 貞観16年（874年） 7月30日：卒去（従五位上行算博士兼但馬守）